# Papyrus Berlin 6619

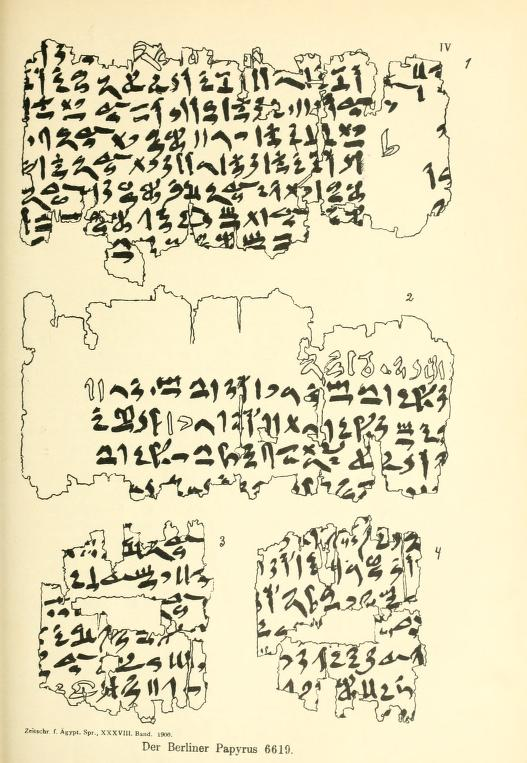
Reproduktion des Papyrus Berlin 6619 aus der Zeitschrift für ägyptische Sprache und Altertumskunde (1900)

Der Papyrus Berlin 6619, auch bekannt als „Berliner Papyrus“, ist eine Primärquelle zur Mathematik im alten Ägypten. Eines der beiden enthaltenen mathematischen Probleme behandelt die Lösung einer Quadratischen Gleichung.

## Provenienz und Datierung
Die unter dem Begriff „Papyrus Berlin 6619“ zusammengefassten Fragmente befanden sich am Ende des 19. Jahrhunderts unerschlossen in den Beständen des Berliner Museums für Völkerkunde. Dort wurden sie von Hans von Schack-Schackenburg übersetzt und ihr Inhalt im Jahr 1900 (mit einem kleinen Nachtrag im Jahr 1902) veröffentlicht. Wie die Fragmente nach Berlin gelangt sind, ist nicht bekannt.
Der Entstehungszeitpunkt der in Hieratischer Schrift verfassten Fragmente wird um 1800 vor Chr. angenommen. Es handelt sich deswegen um eine der ältesten erhaltenen Beschreibungen der Lösung von quadratischen Gleichungen.

## Inhalt
Der Papyrus Berlin 6619 enthält zwei verschiedene Aufgaben. Die Vorderseite des Hauptfragments behandelt die Lösung der Gleichung {\displaystyle x^{2}+y^{2}=100}, wobei als Nebenbedingung angegeben wurde, dass die Seitenlänge des kleinsten Quadrates {\displaystyle x} gleich der Hälfte plus einem Viertel der Seitenlänge des Quadrats {\displaystyle y} sei. Dieses Problem lässt sich auf eine der beiden Variablen reduzieren. Die Ägypter lösten die daraus resultierende Gleichung, indem sie bestimmte Werte für die verbleibende Variable testweise durchrechneten und dann in Richtung des gewünschten Ergebnisses korrigierten, d. h. wenn das Testergebnis größer 100 war, wurde der Wert der Variable reduziert, im umgekehrten Fall wurde der Wert erhöht.(→Regula falsi)
Auf der Rückseite ist fragmentarisch eine Aufgabe zur Berechnung des Wertverhältnisses zwischen zwei verschiedenen Getreidesorten (nach von Schack-Schackenburg „Südkorn“ und „Spelt“) erhalten.